# Aces High
Aces High песма британског хеви метал бенда Ајрон мејден. Текст песме је написао Стив Харис, а издата је 22. октобра 1984. То је бендов једанаести сингл и други са албума Powerslave. Песма прича причу пилота краљевске авијације у борби против немачког Луфтвафеа током Битке за Британију (1940), прве комплетне ваздушне битке.
Aces High је једна од најпознатијих песама бенда. Многи бендови су урадили ковер верзије, као што су Арч енеми и Чилдрен оф Бодом. Издата је месец дана после објављивања албума Powerslave. Коришћена је у бројним видео играма и филмовима, као што су Madden NFL 10 и Nitro Circus.
Песму обично најављује говор Винстона Черчила: „Борићемо се на плажама“ (енгл. We shall fight on the beaches), са звуковима авионских мотора у позадини. Затим се ослободе пламенови испред бине и Брус Дикинсон ускаче на сцену.
Прва Б страна је обрада песме „King of Twilight“ групе Нектар.
И ако је песму написао Харис, велики утицај је имао Дикинсон због заинтересованости за авијацију.

## Извођачи
- Брус Дикинсон - певач
- Дејв Мари - гитара
- Адријан Смит - гитара, помоћни вокали
- Стив Харис - бас гитара, помоћни вокали
- Нико Мекбрејн - бубњеви

## Позиције на листама
| Листа (1984)        | Место |
| ------------------- | ----- |
| Британска топ-листа | 20    |